# Cantonul Bourdeaux
Cantonul Bourdeaux este un canton din arondismentul Die, departamentul Drôme, regiunea Rhône-Alpes, Franța.

## Comune
- Bézaudun-sur-Bîne
- Bourdeaux (reședință)
- Bouvières
- Crupies
- Félines-sur-Rimandoule
- Mornans
- Le Poët-Célard
- Les Tonils
- Truinas